# Gamel Woolsey
Gamel Woolsey (Aiken, Carolina del Sur, 1895 - Málaga, 1968) fue una poeta y novelista estadounidense, de nombre real Elizabeth (Elsa) Gammell Woolsey. 
Hija de una pudiente familia, se trasladó a Nueva York hacia 1921, donde publicó su primer poema en el New York Evening Post en 1922. Al año siguiente se casó con Rex Hunter, escritor y periodista neozelandés, pero se separan cuatro años más tarde. En 1927 conoció al escritor John Cowper Powys y a su hermano Llewelyn, con quien se trasladó a Dorset, Inglaterra, en 1929. En 1930 se casó con el historiador y escritor Gerald Brenan, con quien vivió principalmente en España. 
La experiencia de la Guerra Civil en su finca de Churriana, en las afueras de Málaga, dejó un fuerte impacto en Gamel: tanto el comportamiento de sus vecinos, como la explosión revolucionaria que estalló tras el fracaso del golpe militar del 18 de julio de 1936. Pese a su afinidad con la II República y el afán libertario, pronto se fueron sintiendo alejados, tanto Gamel como Gerald, de la violencia con que se mataban a los supuestos fascistas como de la quema de casas en la Calle Larios o el barrio burgués del Limonar, donde residían algunos extranjeros conocidos suyos, como Sir Peter Chalmers-Mitchell.  
Durante poco más de dos meses asistieron a esta revolución, siguiendo el transcurso de la guerra por la radio que les había dejado su amigo Jay Allen, recibiendo a otros británicos que acudían buscando historias que reportar, como el escritor Humphrey Slater; y ayudando siempre que podían a vecinos del pueblo, incluso a refugiados que eran perseguidos por burgueses y el supuesto apoyo a los militares. 
En septiembre decidieron abandonar Málaga y volver a Gran Bretaña, aunque antes intentaron alguna corresponsalía para Gerald en Marruecos o Portugal. 
Gamel Woolsey publicó muy poco durante su vida: Middle Earth (1931), una colección de 36 poemas, Death's Other Kingdom (1939), El otro reino de la muerte, fue el título de la primera edición del libro que en posteriores ediciones tomó el título de Málaga en llamas, donde narra su experiencia personal durante la Guerra civil española en Málaga, y Spanish Fairy Stories (1944). Otras obras han sido publicadas tras su muerte por cáncer de mama en 1968. Está enterrada junto a su esposo en el cementerio inglés de Málaga.

## Filmografía
- Caleta Palace, 2023. Largometraje falso documental dirigido por José Antonio Hergueta con guion de Hergueta y Regina Álvarez Lorenzo, a partir de testimonios internacionales sobre los acontecimientos de Málaga en los primeros meses de Guerra Civil, donde el personaje de Gamel Woolsey es interpretado por la actriz española Nadia de Santiago.[1]